# Дмитровский сельский совет (Никопольский район)
Дмитровский сельский совет (укр. Дмитрівська сільська рада) — входит в состав
Никопольского района
Днепропетровской области
Украины.
Административный центр сельского совета находится в 
с. Дмитровка.

## Населённые пункты совета
- с. Дмитровка
- с. Борисовка
- с. Привольное